# Фэрклаф, Перси
Пе́рси Фэ́рклаф (англ. Percy Fairclough; 1 февраля 1858 — 22 июня 1947) — английский футболист, нападающий. Выступал за футбольные клубы «Олд Форестерс» и «Коринтиан», провёл 1 матч за национальную сборную Англии.

## Биография
Уроженец Степни (восточный Лондон), Фэрклаф окончил школу Форест. Во время учёбы выступал за школьную футбольную команду.
После окончания школы выступал за футбольный клуб «Олд Форестерс». Был нападающим. Его описывали как «мощного, но несколько неуклюжего форварда». Также выступал за «Коринтиан» и сборные футбольных ассоциаций Лондона и Эссекса.
2 марта 1878 года провёл свою единственную игру за национальную сборную Англии в матче против сборной Шотландии на стадионе «Хэмпден Парк» в Глазго. Шотландцы разгромили соперника со счётом 7:2.
Работал на Лондонской фондовой бирже на протяжении почти 50 лет. Умер в возрасте 89 лет 22 июня 1947 года от травм, полученных в результате автомобильной катастрофы.